# Гагік I (князь Кавказької Албанії)
Гагік або Какік I (*д/н —711) — верховний князь Кавказької Албанії у 694—711 роках (спільно з братом Варданом II).

## Життєпис
Походив з династії міхранідів. Син царя Вараз Трдата I та Спарами. У 694 році останній оголосив Гагіка разом з братом Варданом. Того ж року фактично опинився в полоні у війзантійського імператора Юстиніана II. Невдовзі владу захопили мати Спарама разом зі своїм фавориоом Шеру. 695 року Гагіка разом з братом відправлено до Константинополя. Тут він перебував до 699 року.
699 року зумів спільноз батьком та братом повернутися до Кавказької Албанії, де допомагав Вараз Трдата I у боротьбі з нападами арабів. У 705 році після смерті останнього розділив владу з братом Варданом II, але не зміг підтвердити царський титул. 
З 708 року в союзі з Візантійською імперією воював проти Арабського халіфату. У 711 році разом з Варданом II загинув в одній з битв (за іншими відомостями помер внаслідок епідемії). Владу отримав небіж Нарсе.